# Cambio climático en Venezuela

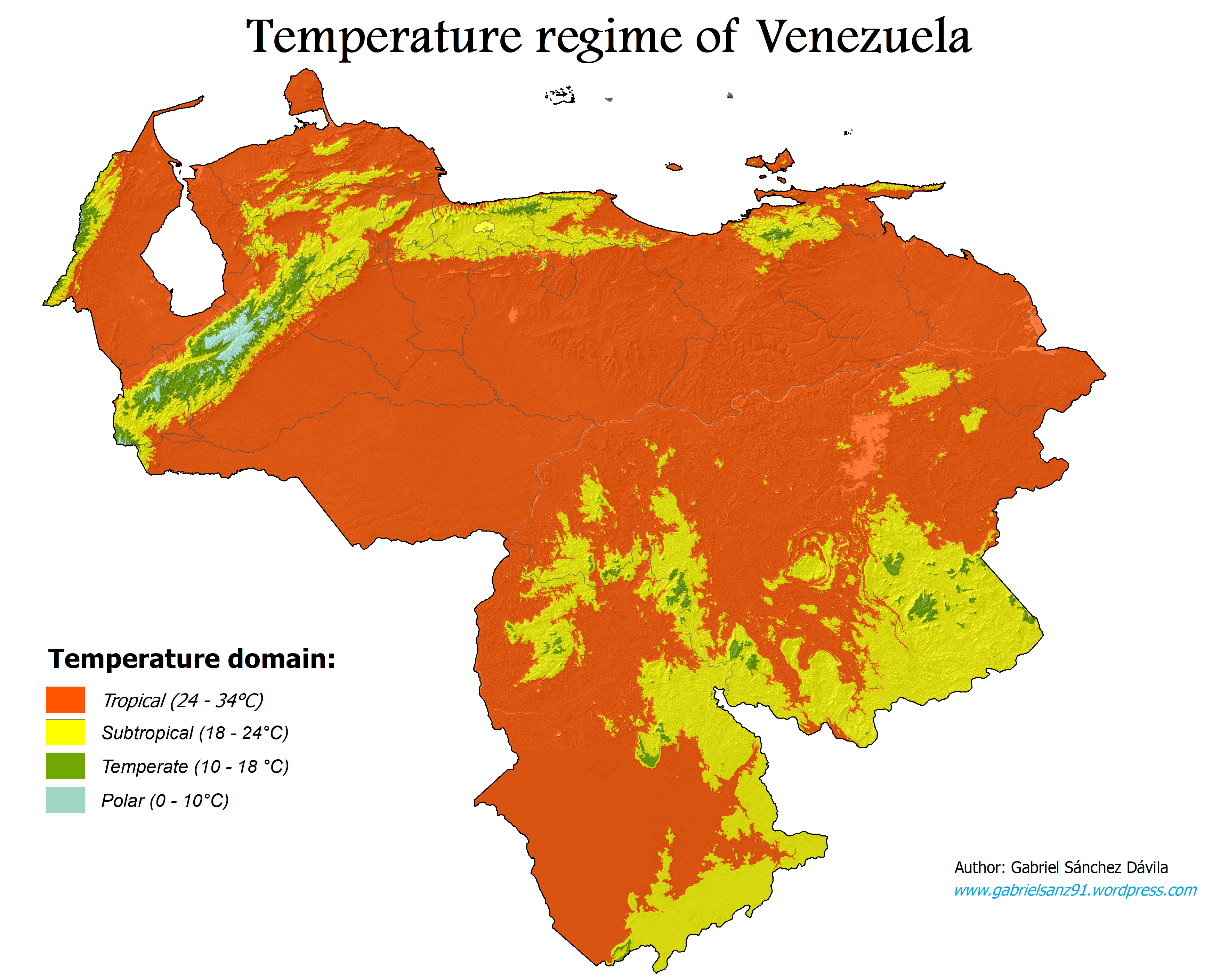
Mapa del régimen térmico de Venezuela

El cambio climático en Venezuela ya está ocasionando efectos importantes en diferentes áreas naturales y económicas del país. La República Bolivariana de Venezuela es un país tropical localizado al norte de América del Sur, y es uno de los países con mayor biodiversidad del planeta. Posee gran variedad de zonas climáticas, biomas y ecosistemas, algunos de los cuales se encuentran en situación de alta vulnerabilidad ante el cambio climático.
Durante el siglo XX se observaron cambios en la variabilidad climática natural, debido a modificaciones en los valores promedio de temperatura y modificación en los patrones de precipitación, presentando diferencias según la región o zona climática.
De acuerdo con las proyecciones mencionadas en el Primer Reporte Académico de Cambio Climático (PRACC), todo el territorio nacional y las zonas de producción agrícola vegetal y pecuaria están sometidas al aumento sostenido de la temperatura, lo que implica un alto riesgo para la seguridad alimentaria del país. Los cambios de temperatura y la variación del patrón de precipitaciones ocasionados por el cambio climático tendrán efectos considerables sobre la diversidad de los ecosistemas acuáticos y terrestres, salud y calidad de vida de la población, desplazamiento de población, producción agropecuaria y otros aspectos socioeconómicos del país.
En la publicación de Sisol et al. se indica que la agricultura será una de las actividades más afectadas por el cambio climático en Venezuela, con repercusión desfavorable en la seguridad alimentaria, la competitividad entre rubros agrícolas, el uso eficiente y sostenible de recursos agroambientales y conflictos en el uso de dichos recursos.

## Vulnerabilidad
En 1997, en el informe especial Impactos regionales del cambio climático: evaluación de la vulnerabilidad América Latina se indicaba que los impactos potenciales futuros del clima en América Latina podrían ser extensos y costosos para la región. El cúmulo de actividades antrópicas en relación con el uso de la tierra y la deforestación que se estaban desarrollando con rapidez hacían previsible que el cambio climático tuviera fuerte repercusiones negativas sobre la mayoría de los países latinoamericanos, lo que vendría a elevar los problemas de malnutrición y salud en grandes sectores de la población. Situación que, a pesar de los esfuerzos realizados, parece que sigue estando presente en gran parte de América Latina y el Caribe.
Según información publicada por CAF (Banco de Desarrollo de América Latina) en 2014, Venezuela tiene un alto índice en vulnerabilidad al cambio climático. Debido a la heterogenidad en zonas climáticas y sistemas naturales, la vulnerabilidad al cambio climático también implica un amplio rango de variación en cuanto al tipo de amenazas y la capacidad técnica y operativa para enfrentarlas.

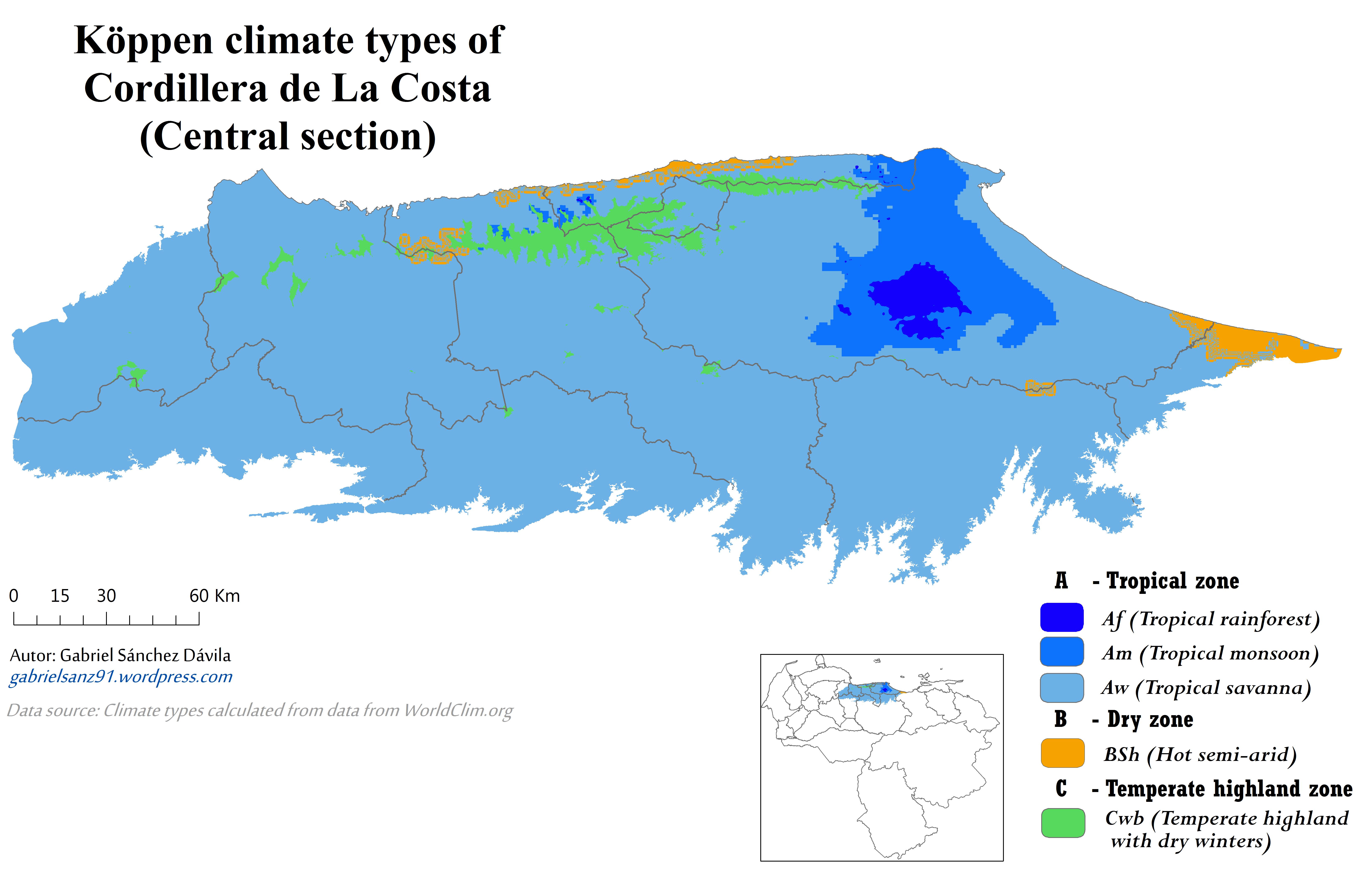
Tipos de clima (según Köppen) en la Cordillera de La Costa (Tramo Central). Venezuela

Las zonas o regiones naturales con mayor grado de vulnerabilidad son:
- La zona norte costera, expuesta a los impactos relacionados con el incremento del nivel del mar.[2][3][4]
- La Región de los Andes venezolanos, de alta susceptibilidad al cambio climático, debido en parte al largo gradiente alto-térmico que determina y configura el patrón de distribución de paisajes, ecosistemas y especies.[9]

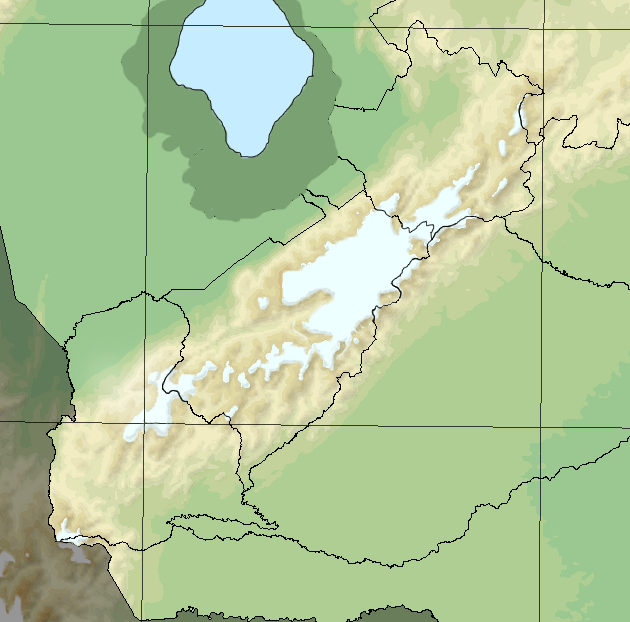
Extensión aproximada de la Glaciación Mérida durante el Último Máximo Glaciar en Venezuela.

En zonas de altitud superior a los 4500 m s. n. m., la superficie de glaciares que persiste es sensible y altamente vulnerable a incrementos de temperatura.
- La actividad agrícola se realiza mayoritariamente en condiciones de secano, lo que la hace vulnerable al cambio climático, en particular si aumentan el periodo de sequía y la temperatura.[12]
- El posible aumento en el número de casos de enfermedades reemergentes como la malaria, transmitida por varias especies de mosquitos Anopheles (Anopheles darlingi, A. marajoara y A. neomaculipalpus) que pueden estar vinculadas a la variabilidad climática, en un escenario de aumento de precipitaciones y de alta temperatura por cambio climático, junto con la alta vulnerabilidad de ciertas zonas geográficas y las condiciones socioeconómicas de la población.[13]
- Las especies amenazadas o en peligro de extinción son más vulnerables al cambio climático.[14]

## Proyecciones
Según lo proyectado para Venezuela, el cambio climático afectará de manera diferente en el territorio nacional. Estudios de simulación sobre escenarios de cambio climático apuntan a que se generarían condiciones ambientales favorables para que ocurran modificaciones en el comportamiento de variables agroecológicas e impactos en los sistemas naturales y humanos. La temperatura del aire y la precipitación son las principales variables climáticas, cuyos cambios inducirían impactos en la agricultura, salud y régimen hídrico; con diferencias entre las distintas zonas climáticas, regiones o localidades.
Según la Primera Comunicación Nacional sobre Cambio Climático (PCNCC, 2005) y considerando la incertidumbre, las principales consecuencias del cambio climático para Venezuela serían:  
- Se espera que el promedio de temperatura mínima tenga un mayor incremento.
- Variación en la cantidad y patrón de precipitaciones y disminución de la disponibilidad de agua, con diferencias en cuanto a regiones y grado de severidad o intensidad. Por ejemplo, se indica que ocurrirán fuertes disminuciones en la cantidad de precipitaciones hacia los Andes, el Piedemonte llanero y la Costa Oriental del Lago de Maracaibo.
- Con algunas variaciones se admiten cambios en el patrón de meses húmedos, con tendencia al incremento de áreas con menos meses húmedos. En algunas partes del país y en algunos meses del año, los modelos simulan un incremento de la precipitación; es el caso de la zona oriental, donde el exceso anual pasaría de 200-250 mm a 300-350 mm. En otros casos, podría aumentar el riesgo de deslaves, aludes e inundaciones, principalmente en las zonas altas y bajas de la Cordillera de los Andes, y áreas importantes de la Cordillera de la Costa, y cuenca Sur del Lago de Maracaibo.
- Cambio en el patrón de tipos climáticos. Por ejemplo: la cuenca del Río Caroní, clasificada como clima súper-húmedo podría llegar en el 2060 a clima húmedo. El porcentaje de climas secos se incrementará de un 39% a 47%. El cambio de tipos climáticos sub-húmedo a secos y semiáridos tiene relevancia en las zonas agrícolas.
- En el campo de la salud, se proyecta la expansión del área propicia para la proliferación o establecimiento de vectores transmisores de enfermedades como el dengue y la malaria.[15]

Otros efectos potenciales:
- Pérdidas potenciales de tipos específicos de ecosistemas en áreas de montaña y humedales; elevación del nivel de mar y cambio del gradiente climático marino y costero con efecto en ecosistemas y poblaciones; cambio en comunidades de plantas, bosques y sabanas.[16]
- Con relación al sector agrícola, se prevé lo siguiente: aumento del riesgo de sequía e incendios forestales; la capacidad de recuperación estacional de los embalses y la calidad del agua disminuirán; la mayor temperatura puede aumentar la mineralización de la materia orgánica, y las lluvias más intensas aumentarán la tasa de lixiviación, ambos casos contribuyen con la disminución de la fertilidad del suelo; la disminución de la lluvia o el incremento de la frecuencia de sequías disminuirán los caudales de ríos y la capacidad de recarga de los acuíferos.[17]
- Los resultados de simulación utilizando modelos del AR5 señalan un aumento de temperatura de 1,5 a 2,0 °C en la mayor parte del país, y de 1,0 a 1,5 °C en la franja norte y el Delta; disminución de la lluvia menor a 10% en la zona central y sur del país, y de 10 a 20% al norte durante la época lluviosa, y al oriente en la época seca.[18]
- Considerando la incertidumbre presente en los modelos de simulación, parece indicar que el cambio climático tendrá un impacto favorable en el potencial energético solar y eólico de Venezuela.[19]
- Según Medina et al., para el año 2050, en Venezuela se daría un incremento de la superficie de zonas semiáridas en unos 106 000 km² por reducción de las áreas subhúmedas; aumento de las zonas subhúmedas secas en 107 000 km², localizadas especialmente en los estados Zulia, Falcón, Guárico, Anzoátegui y Monagas; incremento del área de la provincia árida en los estados Falcón, Zulia y Lara; reducción de la provincia húmeda en todos los estados con excepción de Bolívar, donde se incrementa como resultado de la reducción de la extensión de la provincia hiperhúmeda; a excepción de los estados Barinas y Lara, los demás estados se encuentran entre los que acusarán los incrementos más marcados (más del 50%) de las superficie de zonas secas.[20]
- El río Machango es fuente importante de agua potable para la población de la Costa Oriental del Lago de Maracaibo, estado Zulia. Las proyecciones de precipitación y temperatura para el periodo 2015-2044 indican una significativa reducción del caudal de la cuenca en el futuro cercano a consecuencia del cambio climático. Comparando el caudal de la línea base, 4,86 m3/s, se obtuvieron reducciones en términos porcentuales iguales a -21% con el modelo MIROC3.2, -45% con CGCM3T63 y -53% con HADGEM1. De manera similar, la evaporación aumentó para el mismo periodo entre 26% con el modelo CGCM3T63 y 38% con HADGEM1.[21]

## Impactos observados
Las condiciones climáticas del país han sido alteradas por el cambio climático y en consecuencia, ya han comenzado a producirse impactos, principalmente en el sector agrícola.
- Disminución de los totales de lluvia anual y de la época lluviosa en casi todo el país, entre un 3% y 20%; el total de lluvia de la época seca disminuyó en algunas zonas, y aumentó en el noroccidente y algunas zonas de la Cordillera de la Costa; disminución de la oscilación térmica diaria por aumento de la temperatura mínima. Reducción de las precipitaciones y un aumento de las temperaturas en la mayor parte del territorio nacional.

Un estudio de las series de datos de humedad relativa, evaporación y temperatura media, durante un periodo de 55 años (1951-2005) mostró evidencias de cambio climático en la ciudad de Maturín, estado Monagas, zona oriental del país. Para el periodo estudiado, los análisis indicaron un aumento significativo de temperatura media en 0,3 °C, disminución de la humedad relativa anual en 0,29% y aumento de la evaporación total anual, en un orden de aproximadamente 1818,89 mm por año.
En los llanos occidentales, se localiza la ciudad de Barinas, estado Barinas. El clima se clasifica como Bosque Seco Tropical según la nomenclatura de Holdridge y Subhúmedo Cálido según Thornthwaite, con los periodos seco y húmedo bien definidos. Un estudio de las series de datos durante el periodo 2000-2015 reveló variación de la temperatura, se observó un aumento de 1,14 °C, con tendencia al aumento hacia el 2016.
En Venezuela la pérdida de glaciares ha sido un proceso progresivo y similar al que ocurre en el mundo y América del Sur, y es consistente con los impactos esperados del cambio climático. Para 1925, en Venezuela se tenía estimada un área de glaciares de 10 km². La pérdida superficie de glaciares fue rápida en la primera mitad del siglo XX, mantuvo una estabilidad relativa desde mediados de la década de 1950 hasta mediados de la década de 1970, y retirada acelerada desde mediados de la década de 1970. Al 2010, se indica la permanencia de pequeños casquetes glaciares en los picos de mayor altura (Pico Bolívar y Pico Humboldt y Pico Bonpland). El glaciar Siniguis representa la cobertura glaciar más importante de los Andes, en la Sierra Nevada de Mérida, ha experimentado un retroceso acelerado en la segunda mitad del siglo XX y principios del siglo XXI, estimado en 30.3 m²/año, lo que equivale a pérdida de 83,74% de su cobertura desde 1952. Al 2013, se da cuenta de una superficie de no más de 0,1 km². En imágenes de la NASA del 2015, se puede observar la permanencia de una reducida área de glaciar.
En una revisión documental histórica de 100 años, realizada con el propósito de reconstruir el retroceso del último glaciar venezolano en el Pico Humboldt, se indica que entre 1952 y 2019 el área de glaciar ha disminuido en 98% (de 2,317 km² a 0,046 km²), y las tasas de retroceso glaciar aumentaron después de 1998, con un máximo de 16,9% anual, entre 2016 y 2019.